# 莎木 一章 橫須賀
《莎木 一章 橫須賀》是由SEGA開發的動作冒險遊戲，製作人為铃木裕。本游戏是莎木系列的首作，于1999年12月29日在Dreamcast平台发行。
故事起始於1986年11月，玩家操控的主角為高中生芭月涼，自小和武道家的父親學習柔術；涼在18歲生日當天親眼目睹了父亲遭到神秘的武術高手殺害，主線劇情即以追兇為中心展開。
2018年8月21日，SEGA發行了《莎木 I&II》的HD版合輯，共計有PS4、Xbox One與PC版本，並有官方中文化支援。

## 故事
故事開始在1986年11月29日的橫須賀市，主角芭月涼趕回芭月武館后發現有組不速之客闖入。帶頭者“藍帝”正和父親芭月巖對峙，要巖交出石鏡。芭月巖在交鋒中受到了藍帝的重擊，卻仍然不肯交代石鏡的下落。涼憤而出手，但反被藍帝打傷並用其生命要脅巖；爲了保住兒子，巖只能屈服說出石鏡所在。
在手下找到龍鏡後，藍帝問巖是否還記得趙孫明，並直指趙是因巖而死，為此要巖以一個武術家的身份來面對死亡。巖受到致命一擊後，藍帝等人就離開了芭月武館。巖对涼交代了遺言「擁有值得去愛的朋友」後，隨即離開了人世。
數日後，涼的身體得到恢復，他覺得自己有責任為父親的死報仇，於是開始在出身地“樱丘”探索，蒐集當天闖入武館那一組人的情報。
涼通過詢問鄰居與好友，逐漸找到了些蛛絲馬跡。在解讀過一封寄給巖並以謎樣中文寫成的信後，涼判斷應該去找信中言及的“陳大人”，信上署名為朱元達的人物也提到了鏡子的存在。涼在橫須賀港見到了陳大人，其本名為陳耀文。經由陳耀文及其子陳貴章的幫助，涼找到了埋藏在家中地下室的另外一塊石鏡——鳳凰鏡，并得知藍帝所屬的中國黑幫“蚩尤門”與當地的黑社會組織“Mad Angels”有聯繫。為了接近Mad Angels，涼開始在新橫須賀港找工作，暗中調查。
涼通過好友介紹，在新橫須賀港找到了份開堆高機的打工。但涼在工作時惹了不少麻煩，導致Mad Angels綁架了涼的好友原崎望。為了換回原崎，涼與Mad Angels的頭目特里達成交易，涼要打倒組織的眼中釘貴章，特里會在其後帶涼去見藍帝。涼識破了這則交易背後的陷阱，最終與貴章合作一齊解決了Mad Angels的70名嘍囉。二人擒獲特里，他透露藍帝已離開日本前往香港，涼找到藍帝的希望再次落空。
在陳耀文的幫助下，涼終於坐上開往香港的輪船。上船前，陳耀文把一封介紹信給了涼，讓他到香港后去尋求一位“桃李少”老師的支援，以便找到或許握有內情的朱元達。

## 登場人物
參照：《莎木系列》角色列表

## 遊戲系統
參照：《莎木系列》遊戲系統

## 評價
遊戲採用了一種製作團隊命名為FREE (Full Reactive Eyes Entertainment)的新遊玩模式，這創意即為現今常見「開放世界」型態遊戲的先驅者，諸多如實時性、天氣系統等元素至今在其他作品中也依然可見。遊戲中的多種互動性物件與擁有各自行動模式的大量NPC架構了一個更具探索感的空間；而超過300人的NPC皆有人聲配音，這在當時的遊戲開發上實屬極為少見的方式。
莎木的許多遊戲時間是在开放世界内进行探索、检查物品和探問NPC来获得线索，進而推動情節的發展；而主線之外也提供諸多小遊戲與街機讓玩家打發時間。另外，QTE系統的名稱即來自本作，雖然此遊玩方式並非莎木原創，但在作品中有了長足的進步與推廣，故本作命名的QTE名稱得以成為通稱。
本作在發售當時為電子遊戲史上製作費用最為昂貴的作品，製作人鈴木曾表明開發費達50億日圓（4700萬美元）程度，此紀錄維持了超過8年後才遭刷新。游戏收到的正面评价表扬了3D图像、音樂、现实感等部分，但也有著对推進节奏緩慢、部分配音品質的批评。
《莎木 一章 橫須賀》全球累計售出120万份，但这个數字並無法回收投入的成本，即使有諸多創新的遊戲系統得到了好評，在商業上《一章》仍被視為是一个失败之作。

## 外部連結
- 官方网站（简体中文）
- 莎木 I＆II（HD版合輯）官方網站 （页面存档备份，存于）